# Pancerniki typu H
Typ H – seria projektów niemieckich pancerników przeznaczonych dla Kriegsmarine. 
Miały wypełnić założenia planu Z pod koniec lat 30. i na początku lat 40. XX wieku. Pierwszy wariant, H-39, zakładał budowę sześciu okrętów, które były powiększoną wersją pancerników typu Bismarck uzbrojonych tym razem w działa kalibru 406 mm. Projekt H-41 zakładał powstanie jednostek z działami kal. 420 mm. Dwa kolejne plany: H-42 i H-43, przewidywały dla okrętów działa artylerii głównej kalibru 480 mm. Ostatni projekt, H-44 miał być wyposażony w działa kal. 508 mm. Wielkość jednostek wahała się od 277,8 metrów długości i wyporności ponad 56 000 ton w przypadku projektu H-39 do 345 m długości i wyporności 131 000 ton w przypadku projektu H-44. Prędkość maksymalna projektowanych okrętów miała w większości projektów przekraczać 30 węzłów.
Po wybuchu II wojny światowej zarzucono prace nad budową wielkich artyleryjskich okrętów nawodnych dla Kriegsmarine. Położono jedynie stępki pierwszych dwóch jednostek typu H-39. Prace zostały jednak wstrzymane, a zbudowane fragmenty jednostek znajdowały się na pochylniach do listopada 1941, gdy Oberkommando der Marine nakazało złomowanie konstrukcji. Przyznano też kontrakty na kolejne cztery jednostki typu H-39, ale nie rozpoczęto prac nad żadnym z nich do czasu ich anulowania. Żaden z kolejnych projektów nie wyszedł poza fazę planowania.

## Początkowy projekt
Najwcześniejsze studia projektowe nad „Pancernikiem H” (Schlachtschiff H) datują się na rok 1935. Były prawie powtórzeniem wczesnych planów pancerników typu Bismarck uzbrojonych w działa kal. 350 mm. Wywiad doniósł jednak, że marynarka sowiecka planuje budowę pancerników typu Sowietskij Sojuz z działami kal. 380 mm, co skłoniło Niemców do zwiększenia projektowanego kalibru dział również do 380 mm. Oberkommando der Marine (OKM) zażądało pod koniec października 1936 roku okrętu o wyporności 36 000 ton uzbrojonego w osiem dział kal. 380 mm i rozwijającego prędkość maksymalną 30 węzłów. Zasięg okrętu miał być przynajmniej równy temu, jaki miały krążowniki typu Deutschland.
Prace nad projektem H-39 rozpoczęły się w 1937 roku. Zespół projektowy został poinstruowany, by ulepszyć projekt typu Bismarck. Jednym z wymagań było zwiększenie kalibru artylerii głównej, tak by pancernik był pod tym względem równy każdemu potencjalnemu wrogowi. Po tym jak okazało się, że Japonia nie ratyfikuje drugiego londyńskiego traktatu morskiego, państwa, które podpisały traktat mogły skorzystać z klauzuli zezwalającej na zwiększenie kalibru dział artylerii głównej do 406 mm. Po podpisaniu brytyjsko-niemieckiej umowy morskiej w 1935 roku również Niemcy, nie uczestniczące w rozmowach konferencji londyńskiej, były traktowane jako członek międzynarodowych porozumień ograniczających zbrojenia morskie. W kwietniu Japonia odmówiła podpisaniu traktatu. Krótko potem United States Navy ogłosiła, że swoje nowe pancerniki (typ North Carolina) uzbroi w działa kal. 406 mm.
Admirał Werner Fuchs, kierujący w OKM sekcją odpowiedzialną za sformułowanie wymagań operacyjnych dla okrętów, dyskutował o projekcie jednostek z Adolfem Hitlerem. Hitler zażądał, by nowe okręty liniowe były wyposażone w działa kalibru większego niż ten, jaki może mieć którykolwiek z ewentualnych adwersarzy. Jednak działa kalibru wymaganego przez Hitlera powodowały, że jednostka musiała by mieć wyporność ponad 80 000 ton i zanurzenie tak duże, że nie mogłaby wchodzić do niemieckich portów bez ich znaczącego pogłębienia. Fuchs w końcu przekonał Hitlera, że działa kal. 406 mm są optymalnym wyborem dla projektu H-39. W 1938 roku OKM stworzyło „plan Z” – nowy projekt budowy okrętów dla niemieckiej marynarki. Sześć jednostek typu H-39 miało stanowić kręgosłup floty. Prace nad planem Z zostały sfinalizowane w styczniu 1939 roku, gdy admirał Erich Raeder, dowódca Kriegsmarine, zaprezentował go Hitlerowi. Zaaprobował on plan 18 stycznia i zagwarantował Kriegsmarine nieograniczone środki na jego realizację.
Jedynie cztery stocznie w Niemczech miały pochylnie odpowiednio duże do budowy sześciu nowych pancerników. OKM wydało rozkazy budowy pierwszych dwóch jednostek, oznaczonych jako „H” i „J”, 14 kwietnia 1939 roku. Kontrakty na budowę kolejnych czterech jednostek, „K”, „L”, „M” i „N”, podpisano 25 maja tegoż roku Stępki pod pierwsze dwa okręty zostały położone w stoczni Blohm & Voss w Hamburgu i w stoczni Deschimag w Bremie odpowiednio 15 lipca i 1 września. Wybuch wojny we wrześniu 1939 roku przerwał prace nad pierwszą parą, a stępek kolejnych czterech nie położono, ponieważ uważano, że nie zostaną ukończone przed spodziewanym końcem wojny. Do tego czasu zmontowano mniej niż 800 ton stali w stępce jednostki „H”, dalsze około 3500 ton stali zostało pocięte z 5800 ton dostarczonych do Blohm & Voss do tego czasu. Jedynie 30–40 ton stali zostało połączone w stępkę dla jednostki „J”, z 3551 ton dostarczonych. Stal dla pozostałych czterech jednostek została zamówiona i częściowo przetworzona w celu budowy, ale żadne prace budowlane nie zostały rozpoczęte. Spodziewano się, że prace zostaną wznowione po niemieckim zwycięstwie w trwającej wojnie.
Pancerniki nie otrzymały nazw, nigdy nie przedstawiono oficjalnie żadnych propozycji. Nazwy, które podaje kilka publikacji (głównie brytyjskich): „Hindenburg”, „Friedrich der Große”, „Großdeutschland”, są czystą spekulacją. Szczególnie często wspominana nazwa „Großdeutschland” jest niewiarygodna, ponieważ wiadomo, że Hitler zawsze obawiał się utraty jednostki noszącej nazwę „Niemcy” (patrz przemianowanie krążownika „Deutschland” na „Lützow”). Byłaby to katastrofa propagandowa dla Rzeszy i sukces propagangowy Aliantów. Jedyną wskazówką dla nazw jednostek jest ta dana przez samego Hitlera, który wspomniał w czasie udokumentowanych nieoficjalnych rozmów, że zaproponuje dla okrętów nazwy „Ulrich von Hutten” i „Götz von Berlichingen”, jako że nie kojarzą się z osobami z Trzeciej Rzeszy lub z samym krajem, więc strata tych jednostek nie będzie miała szczególnie dużego negatywnego wpływu psychologicznego i propagandowego na ludność niemiecką.

### Specyfikacja H-39
Charakterystyka ogólna i napęd
Gotowy projekt pancerników typu H-39 zakładał, że okręty będą miały 266 metrów długości na linii wodnej i 277,8 metrów długości całkowitej. Szerokość miała wynosić 37 metrów, a średnie zanurzenie przy wyporności konstrukcyjnej 56 444 ton metrycznych – 10 metrów. Przy standardowej wyporności wynoszącej 52 600 ton standardowych (ts) zanurzenie miało być mniejsze i wynosić 9,6 metra. Przy pełnej wyporności wynoszącej 62 600 ts zanurzenie wzrastało do 11,2 metrów. Kadłub miał być zbudowany w oparciu o wzdłużno-poprzeczny układ wiązań, a ponad 90% połączeń miało być spawanych. Miał być podzielony na dwadzieścia jeden przedziałów wodoszczelnych, a podwójne dno miało być zastosowane na 89% długości okrętu. Dla zwiększenia stabilności poprzecznej zastosowano cztery stępki przeciwprzechyłowe. Załogi miały się składać z około 2600 oficerów i marynarzy.
Pancerniki miały być napędzane dwunastoma 9-cylindrowymi dwusuwowymi silnikami Diesla typu M9Z 65/95, wyprodukowanymi w zakładach MAN. Silniki miały być zgrupowane po cztery, napędzać za pośrednictwem przekładni redukcyjnych trzy wały napędowe z trójpłatowymi śrubami o średnicy 4,8 metra każda. Siłownia miała mieć moc maksymalną 165 000 KM przy 260 obrotach na minutę i normalną 150 000 KM; miało to zapewnić projektową prędkość maksymalną 30 węzłów. Zapas 8700 ton ropy miał pozwalać na przepłynięcie 7000 mil morskich przy prędkości 28 węzłów lub 19 200 mil morskich przy prędkości 19 węzłów. Aby uniknąć problemów z nadmiernymi wibracjami silników, które stwarzały problemy w eksploatacji okrętów typu Deutschland, zaprojektowano zupełnie nowe rozwiązanie osadzenia maszyn na fundamentach.
Dla napędu mechanizmów pomocniczych przewidziano cztery kotły parowe. Dwa z nich były opalane ropą i umieszczone pomiędzy pomieszczeniami głównych przekładni, dwa kolejne, do ogrzewania których miano wykorzystać ciepło spalin z maszynowni, zostały umieszczone ponad nimi.
Uzbrojenie
Główne uzbrojenie miało się składać z ośmiu dział 40,6 cm SK C/34 umieszczonych w czterech dwudziałowych wieżach artyleryjskich. Pojedyncze działo miało mieć długość lufy równą, według różnych źródeł, 50 lub 52 kalibrom i strzelać z prędkością wylotową 810 m/s. Okręt miał być wyposażony łącznie w 960 jednostek amunicji (120 na działo). Każdy pocisk ważył około 1030 kg. Działa miały być wyposażone w zamek klinowy, który razem z ładunkiem miotającym umieszczonym w metalowej łusce był typowy dla niemieckich dział morskich z tego okresu. Główny ładunek miotający ważył 128 kg, jego łuska 91 kg. Przedni ładunek miotający ważył 134 kg i zwiększał siłę głównego ładunku. Maksymalny kąt podniesienia luf wynosił 30 stopni i zapewniał donośność 36 400 m. Szybkostrzelność miała wynosić dwa strzały na minutę na działo. Nie określono jasno, w jaki radar kontroli ognia miałyby być wyposażone okręty, ale gdyby pancerniki miały być ukończone w 1944, prawdopodobnie byłyby wyposażone w urządzenia podobne do tych zastosowanych na pancerniku „Tirpitz” (który był wyposażany w 1943–1944). Kilka dział kal. 406 mm było gotowych zanim prace nad pancernikami zostały wstrzymane. Zostały one potem użyte jako działa artylerii brzegowej, w Helu, dwóch bateriach w Norwegii oraz w baterii Lindemann we Francji.

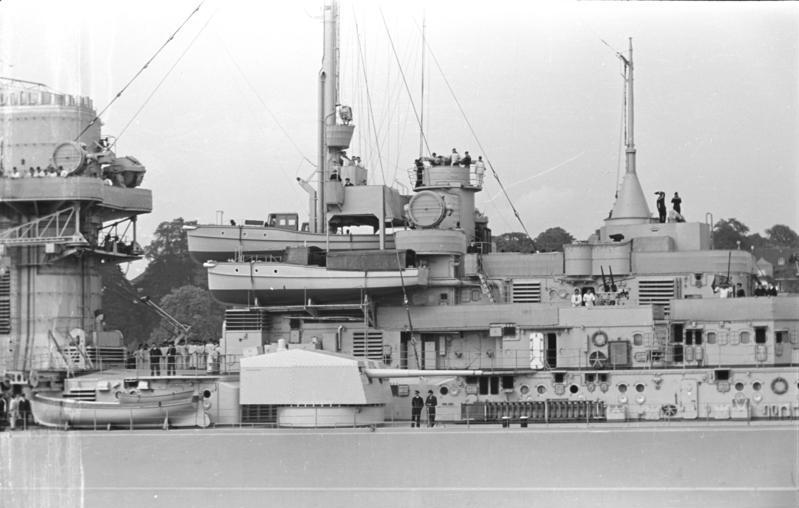
Jedna z wież dział kal. 15 cm na pancerniku „Bismarck”, tego samego typu działa miały być zamontowane na okrętach typu H

Artyleria średnia miała się składać z dwunastu dział kal. 150 mm L/55 C28 zamontowanych w sześciu dwudziałowych wieżach. Te same działa były zamontowane na pancernikach typów Scharnhorst i Bismarck. Wieże miały maksymalny kąt podniesienia luf równy 40 stopniom. Maksymalny zasięg wynosił 23 000 m. Wystrzeliwały pociski ważące 45,3 kg z prędkością wylotową 875 m/s i były przeznaczone do obrony przed lekkimi okrętami nawodnymi. Okręty były także uzbrojone w sześć, umieszczonych poniżej linii wodnej, wyrzutni torped kal. 533 mm. Wszystkie były zamontowane na dziobie, odchylone o 10 stopni od linii symetrii kadłuba. Decyzja o instalacji uzbrojenia torpedowego na tak dużych okrętach była już wówczas anachronizmem.
Szesnaście uniwersalnych dział kal. 105 mm L/65 C33 zapewniało obronę przeciwlotniczą dalekiego zasięgu. W przeciwieństwie do tych zamontowanych na okrętach typów Scharnhorst i Bismarck, te zamontowane na pancernikach typu H miały być wyposażone w opancerzenie chroniące załogi od odłamków i ostrzału samolotów z broni pokładowej. Nowe wieże miały także zwiększoną prędkość elewacji luf w porównaniu do wcześniejszych otwartych podstaw. Artylerię przeciwlotniczą bliższego zasięgu miało stanowić szesnaście dział kal. 37 mm L/83 C33 i dwadzieścia cztery kal. 20 mm C38. Działa kal. 37 mm miały być umieszczone na ośmiu dwudziałowych podstawach, podczas gdy mniejsze działa miały być postawione na sześciu podstawach czterodziałowych (Vierling). Działa kal. 37 mm być zgrupowane na śródokręciu i mieć jeden wspólny magazyn amunicji. William Dulin i Robert Garzke stwierdzili, że tak zaprojektowana artyleria przeciwlotnicza była zbyt słaba, by efektywnie zwalczać samoloty o coraz lepszych parametrach, które wchodziły do służby pod koniec lat trzydziestych i w latach czterdziestych. Spekulują, że „artyleria zostałaby wzmocniona zanim okręty zostałyby ukończone”.
Każdy z okrętów miał być wyposażony w katapultę oraz, według różnych źródeł, w cztery do sześciu wodnosamolotów Arado Ar 196.
Pancerz
Zespół projektowy doszedł do wniosku, że okręty typu H będą toczyły pojedynki artyleryjskie na relatywnie krótkim dystansie, w związku z tym wybrano system opancerzenia podobny do tego, w jaki wyposażano niemieckie pancerniki od czasu pancerników typu Nassau z 1907 roku. Burtowy pas pancerny był pionowy i był przymocowany bezpośrednio do burty kadłuba w przeciwieństwie do nachylonego pancerza pancernego umieszczonego po wewnętrznej stronie poszycia – używanego przez amerykańskich i francuskich projektantów. Pancerz burtowy, zbudowany z utwardzanej powierzchniowo stali Kruppa (KCA – Krupp cemented steel armor) miał mieć grubość 300 mm w centralnej sekcji, gdzie osłaniał magazyny amunicyjne i maszynownie. Pancerz był zredukowany do 220 mm po obu stronach głównej sekcji. Dziób i rufa miały pozostać niechronione przez główny pas pancerny. Pas pancerny powyżej głównego pasa pancernego miał mieć grubość 145 mm. Niemiecka marynarka nie prezentowała oficjalnych ocen „strefy bezpieczeństwa” (odległości, przy której wystrzelone pociski nie mogłyby wyrządzić większych szkód), ale Garzke i Dulin stworzyli przybliżenie bazujące na osiągach amerykańskiego pocisku o wadze 1016 kg kal. 16 cali (406 mm) wystrzelonego z działa Mark 6. Główny pancerz okrętu okazałby się odporny na trafienie takim pociskiem, gdyby bój toczył się na dystansie od 11 000 do 21 000 metrów. Górny pas pancerny zostałby przebity takim pociskiem z każdej odległości, jednak znajdował się on powyżej linii wodnej.
Podwodne zabezpieczenie kadłuba było podobne do tego zastosowanego na pancernikach typu Bismarck. Gródź przeciwtorpedowa o grubości 45 mm, zbudowana ze stali Wotan Weich znajdowała się poza burtowym pasem pancernym i zapewniała obronę przeciwko eksplozjom podwodnym. Grodzie zostały umieszczone 5,5 m od burty, ale w pobliżu wież i na części kadłuba w pobliżu dziobu i rufy ta odległość nie mogła zostać zachowana. Odległość pomiędzy grodziami a burtą została tam zredukowana do 3,25 m. Projektanci skompensowali mniejszą odległość zwiększając grubość grodzi do 60 mm w tych rejonach.
Dwa pokłady pancerne zbudowane ze stali Wotan Hart zabezpieczały okręty przed pociskami spadającymi z góry i bombami. Górny pokład miał 80 mm grubości nad magazynami amunicyjnymi i 50 mm nad maszynownią. Główny pokład pancerny miał odpowiednio 120 mm i 100 mm, w rejonie tzw. witaliów grubość została zwiększona by zwiększyć zabezpieczenie ważnych mechanizmów okrętu. Nad magazynami amunicyjnymi pancerz skośny miał 150 mm grubości, nad maszynownią 120 mm. Bojąc się o zdarzenie podobne do tego jakie miało miejsce na krążowniku liniowym „Lützow” po bitwie jutlandzkiej projektanci optowali za tym, by zapewnić okrętom typu H relatywnie silne opancerzenie dziobu. Gruby na 60–159 mm pancerz przeciwodłamkowy zabezpieczał dziób przed fragmentami pocisków. Twierdzono, że bezpośrednie trafienie spowoduje łatwe do znalezienia uszkodzenie, co będzie lepsze od uszkodzeń od odłamków, które mogą spowodować liczne przecieki.
Wieże artylerii głównej miały ściany o grubości: 385 mm przednia, 240 mm boczne i 120 mm dachy. Tylny pancerz wieży miał grubość 325 mm. Poza zwiększeniem zabezpieczenia przed pociskami, przesuwał także środek ciężkości na tył wieży, co pomagało w utrzymaniu balansu wieży i polepszało operowanie nią. Barbety artylerii głównej miały grubość 365 mm stali utwardzanej powierzchniowo powyżej górnego pokładu pancernego oraz 240 mm stali nienawęglanej poniżej tego pokładu. Wieże dział kal. 150 mm miały pancerz: 100 mm na przodzie, 40 mm na bokach, 35 mm dach. Działa kal. 105 mm były zabezpieczone maskami o grubości 20 mm. Przednia wieża dowodzenia miała ściany o grubości 350 mm zbudowane ze stali Kruppa (KCA) oraz dach o grubości 200 mm ze stali nienawęglanej. Tylna wieża dowodzenia miała 100 mm ściany i dach (odpowiednio KCA i stali nieutwardzanej powierzchniowo).

## Kolejne projekty
Na początku lipca 1940 Hitler nakazał dowództwu marynarki zbadać nowe projekty pancerników i określić, w jaki sposób można w nich zastosować doświadczenia nabyte w toku wojny. Studium zostało ukończone 15 lipca i zawierało kilka rekomendacji dla okrętów typu H. Było to m.in. zwiększenie wysokości wolnej burty i wzmocnienie pancerza horyzontalnego. By utrzymać założoną wyporność i prędkość przy wzroście masy dodatkowego pancerza, zespół projektowy rozrysował nieformalny projekt znany jako „Schemat A”. Projekt ten przewidywał zdjęcie jednej z wież artylerii głównej dla zaoszczędzenia wagi. Także system napędowy miał osiągać większą moc, by utrzymać tę samą prędkość maksymalną, co w przypadku poprzedniego projektu. Oryginalny system składający się tylko z silników dieslowskich został zastąpiony hybrydowym układem silników Diesla i turbin parowych. Zespół przygotował także drugi projekt, „Schemat B”, który zachowywał czwartą wieżę artyleryjską kosztem znacznego zwiększenia wyporności. Projekt ten także miał mieszany system napędowy. Te studia projektowe zostały jednak porzucone w 1941, gdy Hitler zdecydował o zatrzymaniu budowy kolejnych pancerników do momentu gdy nie skończy się wojna. Zespół projektowy przystąpił więc do prób ulepszenia systemu pancerza dla okrętów typu H. Projekty z 1940 roku nie są częścią łańcucha projektów, które zaowocowały projektami H-41 do H-44.

### H-41
Uszkodzenie od bomb lotniczych, jakich doznał pancernik „Scharnhorst” w lipcu 1941, dały impuls, by zwiększyć pancerz poziomy okrętów typu H. Projektanci stanęli wobec dużego problemu: jakiekolwiek zwiększenie pancerza spowodowałoby odpowiedni wzrost wyporności i, co ważniejsze, zanurzenia. Konieczne było zachowanie zanurzenia 11,5 m przy wyporności pełnej, by okręt typu H-39 mógł operować na relatywnie płytkim Morzu Północnym. Jedyną opcją, by utrzymać wyporność na odpowiednim poziomie i zwiększyć grubość pancerza było zredukowanie zapasów paliwa. Jednak wymagane było zmniejszenie zasięgu o 25%, co wydawało się być nieakceptowalne dla OKM. Stwierdzono w końcu, że skoro są dostępne głębokowodne porty na wybrzeżu Atlantyku, można sobie pozwolić na wzrost zanurzenia. Początkowy projekt nawoływał do zwiększania wyporności o około 5000 ton, z czego 40% przypadałoby na dodatkowy pancerz pokładowy, pozostała część miała pójść na zastosowanie większego kalibru dział artylerii głównej.
Jedną z bardziej znaczących zmian w projekcie była decyzja o powiększeniu kalibru dział z 406 mm do 420 mm dla projektu H-41. Zespół projektowy stwierdził, że modyfikacje, jakich potrzebowały magazyny amunicyjne i osprzęt do przekazywania i ładowania pocisków, mogą zostać łatwo zastosowane i że zostaną zachowane oryginalne wieże. OKM było świadome tego, że Brytyjczycy pozostali przy działach kal. 406 mm dla proponowanych pancerników typu Lion. W ten sposób działa kal. 420 mm dawałyby projektowi H-41 przewagę nad potencjalnym wrogiem. Pozostałe uzbrojenie okrętu pozostało niezmienione, poza zwiększeniem liczby przeciwlotniczych dział kal. 20 mm, których miało być teraz 34.
Główny pokład pancerny okrętów miał zostać znacząco wzmocniony: grubość pokładu miała się zwiększyć z 120 mm do 200 mm, a ukośnego pancerza na burtach ze 150 mm do 175 mm. Doświadczenia wojenne z typem Scharnhorst wskazywały na to, że system zabezpieczenia przeciwtorpedowego jest niewystarczający, by zabezpieczyć projekt H-39 przed uszkodzeniami części podwodnej. Zwiększono wobec tego szerokość okrętu, zwiększono także szerokość na końcach cytadeli pancernej, by zwiększyć odległość pomiędzy burtą a grodzią torpedową. Rufowa część grodzi torpedowej została wzmocniona strukturalnie, by móc lepiej przechwycić energię podwodnej eksplozji. Zaprojektowano także potrójne dno, pierwszy raz na niemieckim okręcie. Utrata pancernika „Bismarck” w maju 1941 także miała wpływ na projekt: dodano dwa duże skegi na zewnętrznych wałach napędowych, by chronić je i polepszyć wsparcie rufy w czasie dokowania. System sterów także został wyposażony w ładunki wybuchowe, by można było odrzucić stery gdy się zatną.
Ostateczny projekt został zaakceptowany przez admirała Raedera 15 listopada 1941. Nowy projekt miał długość 282 metrów na linii wodnej, szerokość 39 metrów i zanurzenie 12,2 metra przy wyporności pełnej. Zmiana wyporności przy tej samej sile maszynowni spowodowała, że prędkość spadła do 28,8 węzła. OKM planowało rozpocząć budowę sześć do dziewięciu miesięcy po demobilizacji, początkowo w stoczniach Blohm & Voss i Deutsche Werke w Kilonii. Deschimag, któremu przyznano budowę jednostki „K” nie mógł być brany pod uwagę z powodu wzrostu zanurzenia projektowanych okrętów, ponieważ nie było możliwe przepłynięcie zbyt płytką Wezerą. Po ukończeniu nowego, większego doku w Kriegsmarinewerft w Wilhelmshaven, prace miały być prowadzone także tam. Zwiększone rozmiary jednostek spowodowały także że czas budowy wydłużył się z czterech do pięciu lat.

### H-42 do H-44
8 lutego 1942 ministrem uzbrojenia i amunicji został Albert Speer, który uzyskał przez to wpływ na programy budowy nowych jednostek dla marynarki. Speer przesunął część członków zespołu projektowego okrętów typu H do pracy nad nowymi U-bootami i do innych zadań uznawanych za najważniejsze dla wysiłku wojennego. Schiffsneubaukommission (komisja do spraw budowy nowych okrętów), w zamierzeniu ciało łącznikowe pomiędzy Speerem a OKM, została stworzona i oddana pod dowództwo admirała Karla Toppa. Komisja ta była odpowiedzialna za prace projektowe, które zaowocowały typem H-42 i kolejnymi. Biuro Konstrukcyjne OKM formalnie zakończyło prace nad nowymi pancernikami na typie H-41 i nie grało dalej żadnej roli w rozwoju pancerników.
Po ukończeniu projektu H-41 Hitler zażądał projektów większych pancerników i nie ograniczał kalibru dział ani wyporności. Najważniejszymi wymogami była prędkość nie mniejsza niż 30 węzłów, opancerzenie horyzontalne i podwodne, odpowiednio mocne by zabezpieczyć jednostki przed wszystkimi atakami oraz artyleria główna prawidłowo zbalansowana z rozmiarem jednostek. Rezultatem były czysto studyjne projekty mające na celu określenie rozmiaru okrętów z wystarczająco silnym pancerzem zabezpieczającym przed szybko wzrastającą siłą bomb opracowywanych przez Aliantów w czasie wojny. Komisja nie konsultowała swoich działań z Raederem, ani z jego następcą, admirałem Dönitzem, ani też z innymi organami OKM. Jako że projekty H-42, H-43, H-44 były czysto konceptualne, nie prowadzono żadnych prac budowlanych. Niemiecka marynarka nie rozważała poważnie budowy jednostek opartych na tych projektach, były tak wielkie, że nie można ich było zbudować na tradycyjnych pochylniach. Biuro Konstrukcyjne OKM chciało się odciąć od projektów, które były przez biuro uznawane za niepotrzebne dla niemieckiego zwycięstwa i wątpliwe.
Pierwszy projekt, H-42 przedstawiał okręt o długości 305 metrów pomiędzy pionami i miał szerokość 42,8 metra i zanurzenie 11,8 m projektowe i 12,7 przy wyporności pełnej. Projektowana wyporność konstrukcyjna miała wynosić 90 000 ton, przy pełnej wyporności wynoszącej 96 555 ton. Wymiary drugiego projektu, H-43, miały jeszcze bardziej wzrosnąć. Okręty miały mieć długość 330 metrów pomiędzy pionami, szerokość 48 metrów a zanurzenie miało wynosić 12 metrów przy wyporności konstrukcyjnej 111 000 ton i 12,9 metrów przy wyporności pełnej 118 110 ton. Ostateczny projekt, H-44, był konstrukcją o wymiarach 345 metrów długości między pionami, 51,5 metra szerokości i zanurzeniu 12,7 metra przy wyporności konstrukcyjnej i 13,5 metra przy wyporności pełnej. Wyporności okrętów typu H-44 miały wynosić 131 000 ton konstrukcyjna i 139 272 tony pełna.
Detale systemu napędowego tych projektów są fragmentaryczne i w niektórych przypadkach sprzeczne. Erich Gröner stwierdza że „niektóre projekty zakładały napęd tylko dieslowski, inne hybrydowy: diesla i turbinowy”, ale nie podaje parametrów ani typów tych systemów z wyjątkiem mocy określonej przypuszczalnie na 280 000 KM. William Garzke i Robert Dulin twierdzą, że wszystkie trzy projekty miały być wyposażone w hybrydowy napęd składający się z silników Diesla i turbin parowych, z których każdy miał dawać 266 000 shp przy pełnych obrotach i rozpędzać okręt do 31,9 węzła, 30,9 węzła i 29,8 węzła odpowiednio dla H-42, H-43, i H-44. Twierdzą oni także, że projekty miały osiągać tylko na silnikach Diesla odpowiednio 24 węzły, 23 węzły, 22,5 węzła. Oba źródła zgadzają się, że maksymalny zasięg miał wynosić 20 000 mil morskich przy prędkości 19 węzłów.
Informacje o uzbrojeniu tych projektów są również sprzeczne. Oba źródła podają, że uzbrojenie dla H-44 miało stanowić osiem dział kal. 508 mm. Gröner podaje że H-42 i H-43 miały być uzbrojone w osiem dział kal. 480 mm, podczas gdy Garzke i Dulin twierdzą, że projekt H-42 miał zatrzymać działa kal. 420 mm z projektu H-41, natomiast H-42 miał być także uzbrojony w działa kal. 508 mm. Obie prace zgadzają się, że artyleria średniego kalibru miała się składać z dwunastu dział kal. 150 mm L/55 i szesnastu dział kal. 105 mm L/65, jak w poprzednich projektach. Jednak lżejsze uzbrojenie przeciwlotnicze ponownie stanowi problem: Gröner twierdzi, że wszystkie trzy projekty miały być wyposażone w dwadzieścia osiem dział kal. 37 mm i czterdzieści dział kal. 20 mm. Garzke i Dulin twierdzą, że dla projektów H-43 i H-44 przewidywano jedynie szesnaście dział kal. 37 mm i czterdzieści dział kal. 20 mm. H-42 miał być uzbrojony w dwadzieścia cztery działa kal. 20 mm. Oba źródła podają, że każdy z trzech projektów pancerników planowano uzbroić w sześć podwodnych wyrzutni torpedowych kal. 533 mm.

## Dane techniczne
| Projekt                     | H-39                          | H-41                          | H-42                          | H-43                            | H-44                            |
| --------------------------- | ----------------------------- | ----------------------------- | ----------------------------- | ------------------------------- | ------------------------------- |
| Wyporność                   | 56 444 t (55 553 długich ton) | 68 800 t (67 700 długich ton) | 90 000 t (89 000 długich ton) | 111 000 t (109 000 długich ton) | 131 000 t (129 000 długich ton) |
| Długość                     | 277,8 m                       | 282 m                         | 305 m                         | 330 m                           | 345 m                           |
| Szerokość                   | 37 m                          | 39 m                          | 42,8 m                        | 48 m                            | 51,5 m                          |
| Zanurzenie                  | 10 m                          | 11,1 m                        | 11,8 m                        | 12 m                            | 12,7 m                          |
| Artyleria główna            | 8 × 40,6 cm                   | 8 × 42 cm                     | 8 × 48 cm                     | 8 × 48 cm                       | 8 × 50,8 cm                     |
| Artyleria średniego kalibru | 12 × 15 cm i 16 × 10,5 cm     | 12 × 15 cm i 16 × 10,5 cm     | 12 × 15 cm i 16 × 10,5 cm     | 12 × 15 cm i 16 × 10,5 cm       | 12 × 15 cm i 16 × 10,5 cm       |
| Artyleria plot              | 16 × 3,7 cm i 12 × 2 cm       | 32 × 3,7 cm i 12 × 2 cm       | 28 × 3,7 cm i 40 × 2 cm       | 28 × 3,7 cm i 40 × 2 cm         | 28 × 3,7 cm i 40 × 2 cm         |
| Torpedy                     | 6 × 53,3 cm                   | 6 × 53,3 cm                   | 6 × 53,3 cm                   | 6 × 53,3 cm                     | 6 × 53,3 cm                     |